# Pachnistis arens
Pachnistis arens är en fjärilsart som beskrevs av Edward Meyrick 1913. Pachnistis arens ingår i släktet Pachnistis och familjen plattmalar. Inga underarter finns listade i Catalogue of Life.